# Родріго Апаресідо Толедо
Родріго Апаресідо Толедо або просто Родріго Толедо (порт.-браз. Rodrigo Aparecido Toledo, нар. 8 квітня 1979, Пірасікаба, штат Сан-Паулу, Бразилія) — бразильський футболіст, нападник.

## Життєпис
Народився в місті Пірасікаба, штат Сан-Паулу. Футбольну кар'єру розпочав в одному з клубів нижчого дивізіону чемпіонату штату Сан-Паулу. Напередодні початку сезону 2002/03 років перейшов у запорізький «Металург». Дебютував у футболці «козаків» 22 липня 2002 року в програному (2:5) виїзному поєдинку 4-о туру Вищої ліги проти київського «Динамо». Родріго вийшов на поле на 46-й хвилині, замінивши Сергія Бугая. Єдиним голом у складі запорізького клубу відзначився 27 липня 2002 року на 43-й хвилині переможного (1:0) домашнього поєдинку 5-о туру Вищої ліги проти луцької «Волині». Толедо вийшов на поле в стартовому складі та відіграв увесь матч. У футболці «металургів» у Вищій лізі зіграв 11 матчів та відзначився 1 голом, ще 2 поєдинки провів у кубку України та 3 матчі в кубку УЄФА. Під час зимової перерви сезону 2002/03 років повернувся на батьківщину. У 2004 році захищав кольори клубу «Кампіненсе» (Кампіна-Гранді), а наступного року виїхав до Ізраїля, де виступав у клубі «Хапоель Іроні» (Кір'ят-Шмона).
З 2007 року виступав в Азії. Спочатку захищав кольори в'єтнамських клубів «Сонглам Нгеан» та «Біньзионг». У 2008 році на нетривалий період часу повернувся до Бразилії, де виступав у нижчоліговому клубі «Ітапіренсе». Проте вже наступного року повернувся до В'єтнаму, де захищав кольори місцевих клубів «Донгай» та «Хоангай Зялай». З 2011 по 2012 рік грав у бразильських клубах «Вело Клуб» (Ріу-Клару) та «Акідауаненсе». У 2013 році повернувся до Азії, де спочатку виступав за клуб з Макао «Віндзор Арч Ка I» (5 матчів, 4 голи). Потім грав у лаоському клубі «Чампасак». Футбольну кар'єру завершив у 2014 році в складі скромного бразильського клубу «Акідауаненсе».